# Thomas Nauss
Thomas Nauss (* 1974 in Stuttgart) ist ein deutscher  Umweltinformatiker, Hochschullehrer und seit 2022 Präsident der Philipps-Universität Marburg.

## Leben
Thomas Nauss studierte von 1996 bis 2001 Geographie, Fernerkundung und Bioklimatologie an der Ludwig-Maximilians-Universität München. Er wurde 2005 in Marburg promoviert und erhielt 2006 den Dissertationspreis der Marburger Geographischen Gesellschaft und 2007 den Dissertationspreis für Physische Geographie des Verbands der Geographen an deutschen Hochschulen. Bis 2009 arbeitete Nauss in der AG Klimatologie und Fernerkundung an der Philipps-Universität Marburg. Von 2009 bis 2011 war er Professor für Klimatologie an der Universität Bayreuth. Seit 2011 ist er Professor für Umweltinformatik an der Philipps-Universität Marburg und wurde 2019 zum Vizepräsidenten für Informationsmanagement gewählt. In der akademischen Selbstverwaltung war er zuvor als Dekan des Fachbereichs Geographie der Universität Marburg tätig, 2017–2019 war er Direktor im Zentrum für Lehrerbildung.
Thomas Nauss wurde am 6. Juli 2021 von der Wahlversammlung der Philipps-Universität Marburg im vierten Wahlgang als Nachfolger von Katharina Krause, die nicht wieder zur Wahl angetreten war, zum Präsidenten der Universität gewählt, die Amtszeit begann am 18. Februar 2022. Sein Ziel ist die „Offenheit in Lehre und Forschung“, er sieht sich als „Präsident der »Multiperspektiven«“ und setzt vor allem auf die Zusammenarbeit über die Fächergrenzen hinaus.

## Schaffen
Seine Forschungsschwerpunkte liegen in der satellitengestützten Ableitung von Umwelt- und Biodiversitätsvariablen und in der räumlichen und zeitlichen Vorhersage von Umweltvariablen mit maschinellen Lernverfahren. Er ist Sprecher des LOEWE-Schwerpunkts Natur 4.0. Im Wissenschaftsmanagement liegen seine Arbeitsschwerpunkte in der Digitalisierung und der strategischen Entwicklung digital gestützter Forschung und Lehre. Er ist Gründungsmitglied des hochschulübergreifenden Zentrums für Künstliche Intelligenz „Hessian.AI“ (Hessian Artificial Intelligence).

## Werke
- Citizen Science and Digital Geomedia: Implementing a Biodiversity Information System in Cabo Verde. In: Gi Forum 2014: Geospatial Innovation for Society, 2014
- Extreme Windereignisse – Stürme, Hurricans, Tornados. In:  Naturrisiken und Sozialkatastrophen, 2008
- Retrieving Precipitation with GOES, Meteosat, and Terra/MSG at the Tropics and Mid-latitudes. In:  Measuring Precipitation From Space, 2007